# 樋柴智康
樋柴 智康（ひしば ともやす、1984年3月16日 - ）は、日本の男性声優。アクロスエンタテインメント所属。福岡県出身。

## 来歴
以前は東京俳優生活協同組合に所属していた。2008年からアクロスエンタテインメント所属。

## 人物
趣味・特技は料理。

## 出演
太字はメインキャラクター。

### テレビアニメ
- 幕末義人伝 浪漫（2013年、亡八者、入江）
- ラストピリオド -終わりなき螺旋の物語-（2018年）
- あんさんぶるスターズ!（2019年、佐賀美陣[2]）

### ゲーム
- あんさんぶるスターズ!（佐賀美陣[3]）
- クロスブレイブ
- ブラッディ・コール
- ほうすぎ（つくよみ）
- Frontier Gate
- 鬼滅の刃 ヒノカミ血風譚（2021年）

### ドラマCD
- 07-GHOST（放送の声）
- 彼岸島（吸血鬼）

### デジタルコミック
- モーションコミック「高校デビュー」（2013年、中学ソフト部コーチ、女子の親　他）
- モーションコミック「ひるなかの流星」（2014年、熊本諭吉（おじさん））
- モーションコミック「ちとせetc.」（2014年、赤石駿）

### ナレーション
- 八日市場八重垣神社祇園祭
- アンタッチャブルのちょいマキでやってみよう（タイトルコール）
- シネマアラウンド（ボイスオーバー）
- なるほど百科テレビ（ボイスオーバー）

### CM
- バンダイ「神宝大戦テオスマキア」
- 明電舎「カテナレーアイ」
- トリプルサン
- BMW ミニ
- NTT東日本

### 映像
- 棄てられた鉄道遺産　廃線（ナレーション）

## ディスコグラフィ

### キャラクターソング
| 発売日        | 商品名                                                     | 歌                                     | 楽曲                                                                                                  | 備考                                   |
| ------------- | ---------------------------------------------------------- | -------------------------------------- | --- | -------------------------------------- |
| 2017年7月16日 | あんさんぶるスターズ！ 佐賀美陣&椚章臣 アイドルソングCD    | 佐賀美陣（樋柴智康）、椚章臣（駒田航） | 「Sentimental Liars」                                                                                 | ゲーム『あんさんぶるスターズ！』関連曲 |
| 2017年7月16日 | あんさんぶるスターズ！ 佐賀美陣&椚章臣 アイドルソングCD    | 佐賀美陣（樋柴智康）                   | 「微熱カルナバル」                                                                                    | ゲーム『あんさんぶるスターズ！』関連曲 |
| 2020年6月24日 | あんさんぶるスターズ!! ESアイドルソング Extra Jin & Akiomi | Jin & Akiomi                           | 「あんさんぶる体操!!」 「輝きの中で」 「BRAND NEW STARS!!」 「あんさんぶる体操!!（大人の本音 ver.）」 | ゲーム『あんさんぶるスターズ!!』関連曲 |
| 2020年8月26日 | BRAND NEW STARS!!                                          | ESオールスターズ                       | 「BRAND NEW STARS!!」                                                                                 | ゲーム『あんさんぶるスターズ!!』主題歌 |
| 2020年8月26日 | BRAND NEW STARS!!                                          | ESオールスターズ                       | 「Walk with your smile」                                                                              | ゲーム『あんさんぶるスターズ!!』関連曲 |
| 2021年6月23日 | FUSIONIC STARS!!                                           | ESオールスターズ                       | 「FUSIONIC STARS!!」                                                                                  | ゲーム『あんさんぶるスターズ!!』関連曲 |
| 2024年6月26日 | BRAND NEW STARS!!                                          | ESオールスターズ                       | 「BRAND NEW STARS!!」 「Walk with your smile」                                                        | ゲーム『あんさんぶるスターズ!!』関連曲 |
| 2024年6月26日 | FUSIONIC STARS!!                                           | ESオールスターズ                       | 「FUSIONIC STARS!!」                                                                                  | ゲーム『あんさんぶるスターズ!!』関連曲 |